# Nicolaas van Flüe
Nicolaas van Flüe (Flüeli bij Sachseln, 1417 - Ranft bij Sachseln, 21 maart 1487) was een Zwitserse kluizenaar, asceet en mysticus. Hij is de patroonheilige van Zwitserland. Hij werd geboren als Nikolaus Löwenbrugger, een zoon van welgestelde boeren. Daarnaast deed hij dienst als soldaat voor Obwalden, zijn kanton. Als 37-jarige werd hij kapitein. Nikolaus trouwde met een vroom meisje, Dorothee Wyss of Wyssling; samen kregen zij vijf zonen en vijf dochters. Na zijn legerdienst werd hij raadslid en rechter. Zijn leven lang was hij een vroom en ascetisch man.
Toen Nikolaus vijftig jaar was, kreeg hij een visioen van een lelie die door een werkpaard werd opgegeten. Hij vatte het op als een aanwijzing dat zijn werkzame bestaan ten koste ging van zijn spirituele leven, en verliet met instemming van vrouw en kinderen zijn huis om kluizenaar te worden. Hij was van plan zich in Bazel te vestigen, maar kreeg onderweg een visioen dat hem ertoe aanzette om terug te gaan naar de Ranft-vallei, ongeveer een uur lopen van zijn oude huis. Aanvankelijk woonde hij daar in een zelfgebouwde hut van takken en bladeren, maar in 1469 bouwden de lokale autoriteiten een cel en een kapel voor hem, die gewijd werd door de vicaris van Konstanz. Van zijn eigen geld betaalde hij een priester om de mis voor hem te lezen.
Daar woonde Nikolaus, als broeder Klaus, tot aan zijn dood in 1487. Gedurende die tijd twintig jaar zou hij volgens de hagiografie niet gegeten en gedronken hebben, met uitzondering van de dagelijkse eucharistie. Tijdens zijn kluizenaarschap werd hij bezocht door vooraanstaande personen uit heel Europa, die hem om raad kwamen vragen. Zo vroeg de pastoor van Stans hem in 1481 om advies voor een dreigende oorlog tussen de Zwitserse confederaties; met zijn raad werd de oorlog voorkomen.
Nicolaas van Flüe is de patroonheilige van Zwitserland. In 1669 werd hij zalig verklaard door paus Clemens IX, en in 1947 is hij door paus Pius XII heilig  verklaard. 21 maart en 25 september zijn aan hem gewijde feestdagen. Zijn graf en kapel in Flüeli-Ranft behoren tot de belangrijkste bedevaartsoorden in Zwitserland.

## Vernoeming
In de Eifel is in 2007 een veldkapel  'Bruder-Klaus-Feldkapelle'  ter ere van Nikolaas gebouwd.